# Włodzimierz Jasiński

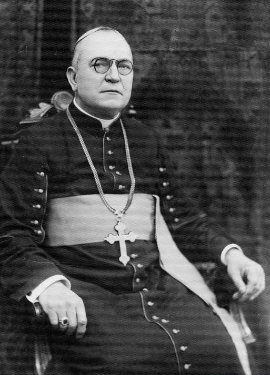
Włodzimierz Jasiński

Włodzimierz Bronisław Jasiński (* 12. Juni 1873 in Włocławek, Polen; † 17. April 1965 in Tuchów) war Bischof von Sandomierz und Łódź.

## Leben
Er besuchte in seiner Heimatstadt das Gymnasium und trat nach dem Abitur in das Priesterseminar ein. Er studierte Philosophie und Theologie und empfing am 13. Oktober 1895 die Priesterweihe. Er war erster Rektor des 1920 gegründeten Priesterseminars in Łódź.
Am 21. August 1930 ernannte ihn Papst Pius XI. zum Bischof von Sandomierz. Die Bischofsweihe spendete ihm am 5. Oktober 1930 Kardinal Aleksander Kakowski, der Erzbischof von Warschau; Mitkonsekratoren waren Wincenty Tymieniecki, Bischof von Łódź, und Marian Leon Fulman, Bischof von Lublin. Die feierliche Installation in seinem Bistum fand am 12. Oktober 1930 in der Kathedrale von Sandomierz statt. Er organisierte 1932 einen Eucharistischen Kongress in Radom und betrieb die Innen-Renovierung des historischen Doms der Bischofsstadt Sandomierz. Am 30. November 1934 wurde er zum Bischof von Łódź ernannt. 1939 inhaftiert, 1941 abgesetzt, fand er Zuflucht in einem Kloster.
Papst Pius XII. nahm am 12. Dezember 1946 seinen Amtsverzicht als Bischof von Łódź an und ernannte ihn zum Titularerzbischof von Drizipara.
Seine letzte Ruhestätte fand er in der Krypta der Stanislaus-Kostka-Kathedrale von Łódź.